# Judy Adamson
Judy Adamson è un personaggio televisivo co-protagonista della miniserie televisiva britannica del 1961 A for Andromeda, dei remake italiano del 1972 e del romanzo da essa tratti, scritto da Fred Hoyle e John Elliot.

## Storia
Judy Adamson è una giovane agente del servizio segreto britannico, inviata, sotto la copertura di addetta stampa, al radiotelescopio sito a Bouldershaw Fell, con l'incarico, ordinatole dal suo superiore diretto, il generale Watling, di indagare sulla fuga di notizie riservate, che sembra regolarmente verificarsi dall'inizio della costruzione dell'impianto; ella è affiancata da Harries, un altro agente segreto, sotto la copertura di tecnico, che collabora con le due "menti" preposte alla realizzazione del progetto: il dottor John Fleming, un fisico, e Dennis Bridger, ingegnere, sotto la direzione del professor Ernest Reinhart, direttore dell'osservatorio.
L'attività di Judy è mirata a portare allo scoperto un importante uomo d'affari, Barnett, dirigente della "Intel", un trust fuori legge, il quale intende impadronirsi delle scoperte scientifiche a scopi commerciali. Le prime indagini confermano i sospetti sulla fuga di notizie ma non si riesce a scoprire chi sia il tramite tra l'équipe di Bouldershaw Fell e Barnett, fino a quando Judy ed Harries, attraverso un'attività di pedinamento, identificano in Dennis Bridger il responsabile ma le fotografie che ritraggono l'ingegnere in compagnia dell'uomo d'affari durante un incontro tra i due non arrivano a Londra, poiché Harries viene sequestrato ed ucciso da Egon, uno scagnozzo di Barnett.
Judy, dopo che l'équipe è stata trasferita in una base missilistica sita nel nord della Scozia, nei pressi della cittadina di Thorness, a seguito del nuovo progetto per la realizzazione di un super calcolatore, i cui dati sono stati decifrati da Fleming da un messaggio proveniente dalla galassia di Andromeda, prosegue le sue indagini, scoprendo, dopo avere abbattuto un piccione alla cui zampa è legato un messaggio, che questo è uno dei mezzi con i quali vengono concordate le modalità di passaggio delle notizie, venendo tuttavia fatta bersaglio di un colpo di fucile, evento che viene riferito al comandante della base, il colonnello Geers, sollevando in lui sospetti su quanto stia realmente avvenendo nell'équipe di scienziati.

Luigi Vannucchi (John Fleming) e Paola Pitagora (Judy Adamson) nella sala da bowling del villaggio di Bouldershaw Fell

Il trasferimento alla base coincide con l'inizio di una relazione tra Judy e Fleming, che tuttavia viene bruscamente interrotta quando questi viene edotto sul vero ruolo della ragazza e soprattutto dopo che Bridger, in procinto di essere arrestato, viene ucciso da Egon, raffreddando ulteriormente i rapporti tra i due, ma in seguito, dopo l'incontro tra lo scienziato e Barnett, nel quale egli declina decisamente l'invito a collaborare con lui, prendendo il posto di Bridger, il fisico chiederà a Judy di scoprire chi abbia ucciso l'amico, consegnandole il numero di una telescrivente, della quale Bridger si serviva per comunicare con gli emissari dell'Intel, e Judy, fiutata la possibilità di tendere una trappola a Barnett, si reca in una sala corse del villaggio di Bouldershaw Fell, dove si trova la telescrivente utilizzata da Bridger, inviando un messaggio a nome di Fleming per chiedere un nuovo incontro, Barnett tuttavia non vi si reca di persona, mandando invece Egon, il quale viene ucciso in uno scontro a fuoco dagli agenti di Watling.
Il ritorno alla base di Judy non ristabilisce i rapporti con Fleming, anche in considerazione della "nascita" di Andromeda, una creatura con le sembianze di Christine Flemstad, una biologa in precedenza morta folgorata dai terminali del calcolatore, la quale è considerata dal fisico un'appendice del calcolatore, con lo scopo di impadronirsi del controllo della Terra, ma lo scetticismo di Judy muta gradualmente in seguito agli eventi che si susseguono. Il Governo britannico ed i militari della anti NATO infatti intendono sfruttare commercialmente le scoperte scientifiche provenienti da Andromeda, in particolare quella di un enzima in grado di fare guarire rapidamente le ustioni, utilizzando proprio Barnett come tramite allo scopo di avere un mercato più ampio a disposizione, e tale notizia, rivelatale da Geers, la induce a schierarsi apertamente dalla parte di Fleming.
Il fisico vorrebbe riprogrammare il calcolatore in modo da renderlo totalmente asservito agli umani, eliminando il pericolo del suo controllo sulla Terra, e Judy, con l'aiuto di Reinhart e del Sottosegretario J. M. Osborne, un politico che ha in grande considerazione Fleming, architetta uno stratagemma per consentirne l'ingresso nell'edificio del calcolatore, dopo che questo gli è stato inibito da Geers, ma l'azione si risolverà nella distruzione del calcolatore da parte di Fleming e nel suicidio di Andromeda.

## Adattamenti e sequel
Il romanzo e lo sceneggiato televisivo britannico, dove Judy Adamson è interpretata da Patricia Kneale, sono stati seguiti dallo sceneggiato televisivo italiano del 1972 A come Andromeda, per la regia di Vittorio Cottafavi, dove Judy Adamson è interpretata da Paola Pitagora, mentre nel 2006 è stato realizzato il film tv britannico A for Andromeda, diretto da John Strickland, dove tuttavia il personaggio non compare.